# Jeruzal
Jeruzal je vesnice v centrální části Polska v okrese Skierniewice Lodžského vojvodství. Leží 70 km severozápadně od Varšavy, v historickém Mazovsku v průměrné výšce 140 m n. m., a protéká jí říčka Chojnatka.
Vlastní vesnice Jeruzal čítá 250 obyvatel.
První zmínka o lokalitě pochází z 13. století (1290).